# Chinko
Chinko (Chinkoa), jedno od ranih plemena Algonquian Indijanaca koja se spominju 1680.-tih godina kao dijelovi konfederacije Illinois. Spominju ih jezuitski misionar Allouez i francuski istraživač La Salle. Kasnije se više ne spominju, nestali su kao i Chepoussa, Coiracoentanon, Espeminkia, Maroa, Moingwena i Tapouaro u ratovima ili asimilacijom u jače skupine Illinoisa.